# Fuad Safar
Fuad Safar, in arabo فؤاد سف‎? (Mosul, 1911 – Hove, 16 gennaio 1978), è stato un archeologo iracheno.

## Biografia
Membro del Dipartimento iracheno delle Antichità, Fuad Safar studiò all'Università di Chicago e fu responsabile dal 1936 degli scavi del sito islamico di Wasit. Identificò una delle tre moschee e il palazzo adiacente per il quale elaborò disegni e progetti.
Nel 1941, il direttore del Dipartimento di Antichità, Sati al-Husri, gli affidò la co-direzione degli scavi di Tell ‘Uqayr con Seton Lloyd, dove fu scoperto un tempio proto-sumero. I due uomini collaborarono per otto anni e pubblicarono insieme il loro lavoro. Nel 1943-1944 diressero lo scavo di Hassuna, scoperto da Safar nel 1941, e vi effettuarono due campagne di scavo, rivelando attraverso i loro studi la successione di diversi livelli sovrapposti dell'abitato, dall'era assira al periodo neolitico nel VI millennio a.C. aC, stabilendo il periodo di transizione tra il Neolitico e il Calcolitico.
Sempre con Lloyd, Safar diresse il progetto Eridu (1946-1949) e restaurò diciotto santuari sovrapposti nel settore dello ziggurat.
Nel 1951 iniziò e diresse gli scavi di Hatra che continuarono per venticinque anni e poi divenne ispettore generale del Dipartimento delle Antichità.
Morì in un incidente stradale nel 1978.